# Richard B. Ogilvie

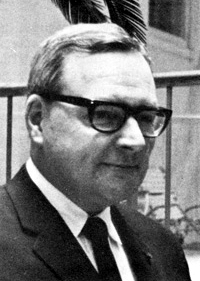
Richard Ogilvie

Richard Buell Ogilvie  (* 22. Februar 1923 in Kansas City, Missouri; † 10. Mai 1988 in Chicago, Illinois) war ein US-amerikanischer Politiker in der Republikanischen Partei und von 1969 bis 1973 der 35. Gouverneur von Illinois.

## Frühe Jahre und politischer Aufstieg
Nach der Grundschule nahm Ogilvie bei einer Panzereinheit am Zweiten Weltkrieg teil. Anschließend studierte er bis 1947 an der Yale University. Es folgte ein Jurastudium am Chicago Kent College, das er 1949 erfolgreich abschloss. Danach wurde er in Chicago als Rechtsanwalt tätig. Sein politischer Aufstieg begann im Jahr 1954. Damals wurde er stellvertretender Bundesstaatsanwalt. Diese Position behielt er bis 1955. Zwischen 1958 und 1961 arbeitete er für das US-Justizministerium mit dem Sonderauftrag, das organisierte Verbrechen in Chicago zu bekämpfen. In dieser Eigenschaft erhob er auch einige Anklagen gegen führende Gangstergrößen. Von 1963 bis 1967 war er Sheriff im Cook County. Im Jahr 1968 wurde er von der Republikanischen Partei zu deren Kandidaten für die anstehende Gouverneurswahl ernannt.

## Gouverneur von Illinois
Nach seinem knappen Wahlsieg gegen den Amtsinhaber Samuel H. Shapiro trat Ogilvie seine vierjährige Amtszeit am 13. Januar 1969 an. In seiner Amtszeit wurden viele neue Einrichtungen in Illinois geschaffen darunter waren unter anderem Ausschüsse zur Verbesserung des Umweltschutzes, der Sozialpolitik, der Menschenrechte, und der Wohnsituation in einigen Gebieten des Landes. Mit dem Illinois Bureau of Investigation wurde eine neue Abteilung innerhalb der Polizei eingerichtet. Außerdem wurde die Verfassung des Landes überarbeitet und modernisiert. Damals entstand ein eigenständiges Verkehrsministerium dem die Kontrolle über die Fernstraßen des Landes unterstellt wurde. Gleichzeitig wurde die Einkommensteuer in Illinois eingeführt, mit dem Geld wurde unter anderem der Ausbau des Schulsystems finanziert. Die Steuer war aber sehr unbeliebt und kostete Ogilvie 1972 die Wiederwahl.

## Weiterer Lebenslauf
Nach dem Ende seiner Amtszeit am 8. Januar 1973 widmete sich Ogilvie hauptsächlich seinen privaten Angelegenheiten. Von 1976 bis 1978 war er Mitglied des Board of Directors der United States Railway Association. Von 1979 bis 1985 war er Konkursverwalter der bankrotten Bahngesellschaft Chicago, Milwaukee, St. Paul and Pacific Railroad (Milwaukee Road). Im Jahr 1987 wurde er in einen Ausschuss berufen, der die Profitabilität der Personenverkehrsgesellschaft Amtrak untersuchen sollte. Der Ex-Gouverneur starb bereits im folgenden Jahr.